# Voie perlinguale
En pharmacologie, on appelle voie perlinguale une façon d'administrer des médicaments par voie buccale à travers les muqueuses de la langue et de la face interne des joues. Elle est différente de la voie sublinguale qui concerne uniquement la muqueuse sous la langue.
Exemples de formes galéniques: comprimés à sucer ou à croquer, comprimés à mastiquer, gouttes médicamenteuses.